# Mestes
Mestes é uma comuna francesa na região administrativa da Nova Aquitânia, no departamento de Corrèze. Estende-se por uma área de 11,45 km². Em 2010 a comuna tinha 358 habitantes (densidade: 31,3 hab./km²).